# Guttaring

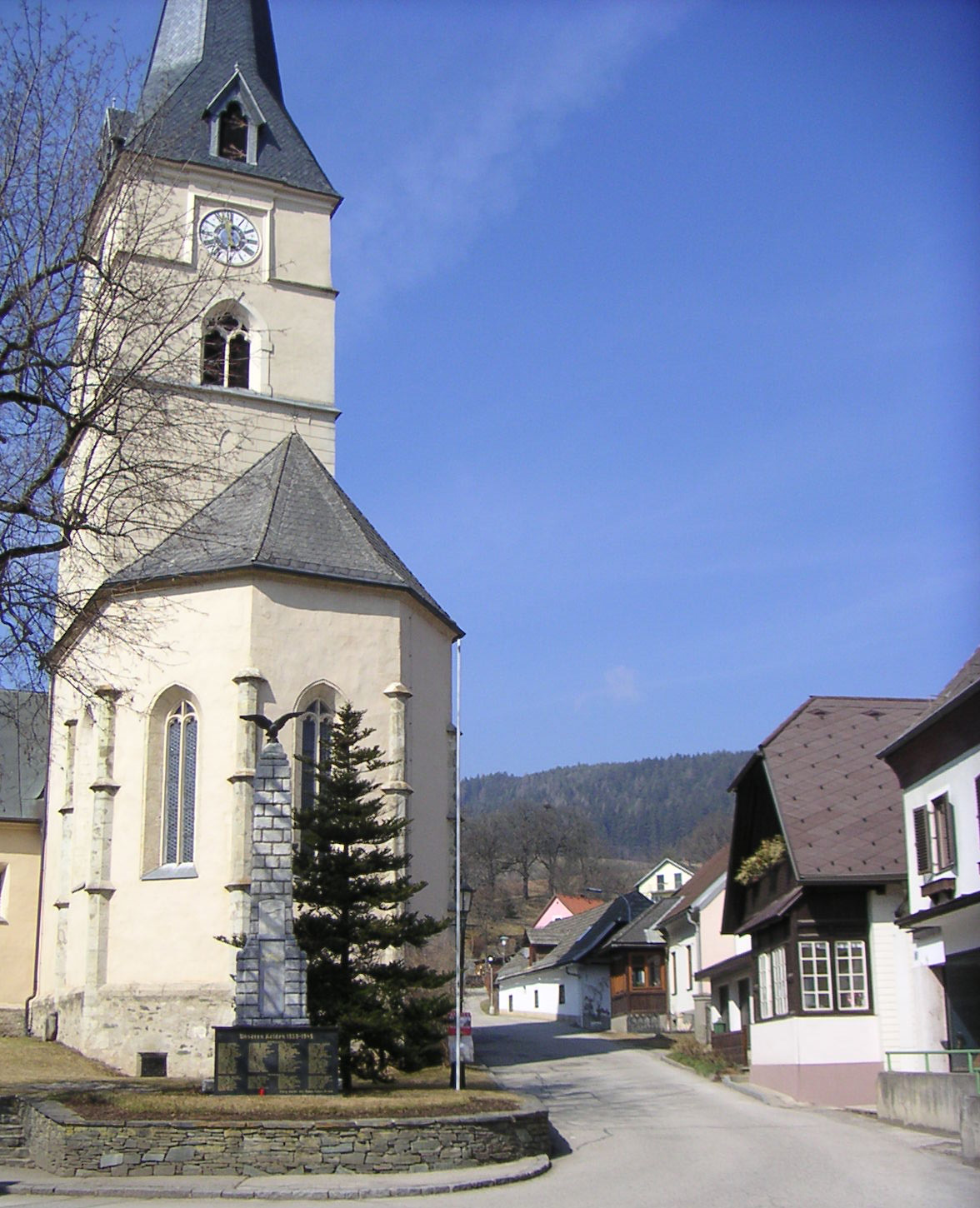
Pfarrkirche Guttaring

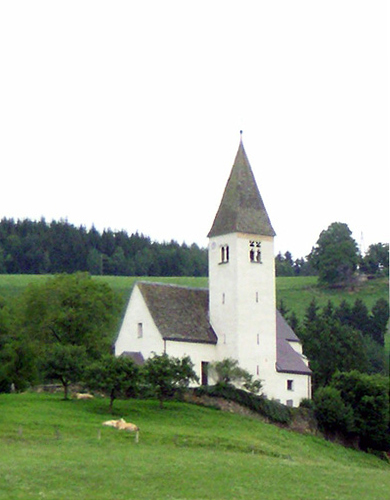
Romanische Kirche in Deinsberg

Guttaring ist eine Marktgemeinde mit 1491 Einwohnern (Stand 1. Jänner 2024) im Norden von Kärnten in Österreich.

## Geographie
Das Gemeindegebiet liegt in einer nach Süden hin offenen, kesselartigen Landschaft (Guttaringer Becken) zwischen Krappfeld und Görtschitztal und wird vom Silberbach durchflossen.

### Gemeindegliederung
Guttaring ist in folgende sieben Katastralgemeinden gegliedert:
- Bairberg
- Deinsberg
- Guttaring
- Guttaringberg
- Hollersberg
- Verlosnitz
- Waitschach

Die Gemeinde umfasst folgende 24 Ortschaften (in Klammern Einwohnerzahl Stand 1. Jänner 2024):
- Baierberg (45)
- Dachberg (13)
- Deinsberg (65)
- Dobritsch (1)
- Gobertal (12)
- Guttaring (912)
- Guttaringberg (57)
- Höffern (17)
- Hollersberg (85)
- Maria Hilf (3)
- Oberstranach (1)
- Rabachboden (16)
- Ratteingraben (25)
- Schalkendorf (4)
- Schelmberg (20)
- Schrottenbach (0)
- Sonnberg (4)
- St. Gertruden (3)
- Übersberg (97)
- Urtl (34)
- Urtlgraben (40)
- Verlosnitz (6)
- Waitschach (19)
- Weindorf (12)

Für statistische Zwecke ist das Gemeindegebiet in zwei Zählsprengel unterteilt:
- Der Zählsprengel 000 Guttaring-Markt umfasst die Katastralgemeinde Guttaring und somit große Teile der Ortschaft Guttaring, einen Teil der Ortschaft Deinsberg sowie die Ortschaft Urtl.
- Der Zählsprengel 001 Guttaring-Umgebung umfasst das übrige Gemeindegebiet.

### Nachbargemeinden
| Friesach   |                                             | Hüttenberg       |
| Micheldorf | Kompassrose, die auf Nachbargemeinden zeigt |                  |
| Althofen   | Kappel am Krappfeld                         | Klein Sankt Paul |

## Geschichte

### Antike
Historisch bedeutsam ist die Gegend um Deinsberg mit der ehemaligen Pfarrkirche. Die in der westlichen Vorhalle eingemauerten römischen Inschriftensteine zeugen von einer frühen Besiedlung dieses Gebietes oberhalb des heutigen Gemeindezentrums, das früher noch Sumpfgebiet war.

### Mittelalter
Die Gemeinde wurzelt im ehemaligen Bergbau und die Gegend wurde erstmals 977 erwähnt. Das heutige Gemeindegebiet kam im 10. Jahrhundert zusammen mit Althofen und dem Hüttenberger Erzberg in den Besitz des Erzbistums Salzburg, das hier die Mutterpfarre für das ganze obere Görtschitztal einrichtete und Guttaring zum Sitz eines erzbischöflichen Amtes machte. Im August 1201 wurde unter dem Salzburger Erzbischof Eberhard II. und unter der Anwesenheit des späteren Herzogs Bernhard von Spanheim eine Synode abgehalten. Das nahe Friesach war damals die wichtigste Stadt Kärntens. Im Jahre 1346 erhielt der Ort einen Bergfried, der als Ruine noch heute besteht. Guttaring litt unter einer Reihe von Katastrophen, darunter das Erdbeben vom 25. Jänner 1348, das wie in fast ganz Kärnten eine vollständige Zerstörung anrichtete. 1469 und 1476 kam es zu verheerenden Türkeneinfällen, im Jahr 1483 zu einer Heuschreckenplage und 1348 wütete die Pest. Gegen Ende des Mittelalters (zwischen 1438 und 1505) wurde die Pfarre von Rom aus besetzt, was auf ihre damalige Bedeutung hinweist.

### Neuzeit
1562 hatte die Pfarre sieben Filialkirchen und fünf Friedhöfe. Im 16. Jahrhundert werden hochgoldige Silbererze gefunden und von einem Goldfieber wird berichtet. 1542 erfolgte die Erhebung zum Markt durch den Erzbischof Ernst von Salzburg. Die 1850 gebildete Gemeinde Guttaring wuchs 1865 durch die Eingemeindung von Waitschach an. Die Pest suchte Guttaring nochmals 1715 mit 399 Toten heim.
Die historische Eisengewinnung in der norischen Region, vor allem am nahen Hüttenberger Erzberg und in der Lölling, machte Guttaring zu einem Durchzugsort und Rastplatz auf dem Weg nach Althofen. In Guttaring selbst wurde aber auch bis ins Jahr 1834 im Urtlgraben in einem Floßofen, einem ältesten seines Typs in Europa, Eisen erschmolzen. Am Sonnberg wurde ein Braunkohlevorkommen abgebaut. Diese Kohle wurde bis 1839 zur Alaun- und Eisen(II)-sulfaterzeugung verwendet. Der Bergbau kam nach einem mehrfachen Wechsel der Eigentümer – darunter war auch die Treibacher Industrie AG – schließlich 1939 wegen des Erschöpfens der Lagerstätten zum Erliegen.
1973 wurde Guttaring ein kleinerer Teil der aufgelösten Gemeinde Wieting angeschlossen.

## Bevölkerung
Laut Statistik Austria hat die Gemeinde Guttaring 1.485 Einwohner (1. Januar 2020), davon waren 95,2 % österreichische Staatsbürger und 3,9 % Staatsangehörige aus der sonstigen EU.
Der Bevölkerungsrückgang der letzten Jahrzehnte beruht vor allem auf einer negativen Wanderungsbilanz. Seit 2001 ist auch die Geburtenbilanz negativ.

## Kultur und Sehenswürdigkeiten
- Pfarrkirche Guttaring: Kulturgeschichtlich ist die romanisch-gotische Pfarrkirche St. Rupert mit barockem Hochaltar, die urkundlich bereits 1160 erstmals erwähnt wurde, von Bedeutung.
- Pfarrkirche Dobritsch: am Guttaringberg an der Grenze zur Stadtgemeinde Friesach
- Filialkirche Deinsberg: In der ehemaligen Pfarr- und heutige Filialkirche wurden im Zuge einer Restaurierung in den Jahren 1968 und 1969 wertvolle Wandfresken aus der Mitte des 14. Jahrhunderts entdeckt und freigelegt.
- Karner: Nördlich der Kirche befindet sich ein sehenswerter Karner, ein romanischer Rundbau mit erkerförmiger östlicher Apsis.
- Maria Hilf ob Guttaring: Über dem Ort gut sichtbar liegt die spätbarocke Wallfahrtskirche Maria Hilf.
- Maria Waitschach: Die weiter entfernte hochgelegene spätgotische Wallfahrtskirche ist eine ehemalige Filialkirche von Guttaring und ebenso ein beliebtes Wanderziel.
- Die Ruine eines aus dem 16. Jahrhundert stammenden Floßofens mit benachbarter Raststation – dem ehemaligen sogenannten Verweserhaus – in der Urtl zeugt von historischer Eisengewinnung.
- Eine Besonderheit des Ortes ist das „Feld der Steinernen Linsen“ zwischen Guttaring und St. Gertraud, in dem man leicht in Form und Größe an Linsen erinnernde Fossilien, sogenannte Nummuliten findet.
- Guttaring verfügt über eine Reihe gepflegter und durch GPS-Daten genau dokumentierter Wanderwege, durch die man zu den verschiedenen Kirchen gelangen kann.
- Im Jahre 1872 gegründet, zählt der Männergesangsverein Guttaring zu den ältesten Gesangsvereinen in Kärnten.
- Willi‘s Biermuseum

| Wirtschaftlich sind die Landwirtschaft, die Holzverarbeitung sowie der Fremdenverkehr von gewisser Bedeutung. Eine überregionale Bekanntheit besitzt der Gasthof von Ferdinand Kassl. Der bedeutendste Betrieb ist die Maschinenfabrik Stingl, die Maschinen und Steuerungsanlagen für die Holz- und Sägewerksindustrie erzeugt. Von den rund 700 Erwerbstätigen, die in Guttaring wohnen, pendeln 500 zur Arbeit aus, zum überwiegenden Teil in Nachbargemeinden. Etwa 150 Personen kommen aus der Umgebung zur Arbeit nach Guttaring. | Hier fehlt eine Grafik, die leider im Moment aus technischen Gründen nicht angezeigt werden kann. Wir arbeiten daran! |

## Politik

### Gemeinderat und Bürgermeister
Der Gemeinderat besteht aus 15 Mitgliedern und setzt sich seit der Gemeinderatswahl 2021 wie folgt zusammen:
- 7 Guttaring für Guttaring (GfG)
- 5 SPÖ
- 3 ÖVP

Direkt gewählter Bürgermeister ist nach der Bürgermeisterwahl 2021 Günter Kernle.

### Wappen
Dem Markt Guttaring wurde am 8. September 1618 durch König Ferdinand II. ein Wappen verliehen, das den Pfarrpatron Rupert, den ersten Salzburger Bischof, im bischöflichen Ornat zeigt.
Die Blasonierung des Wappens lautet: „Im blauen Schild [wachsend], dem Beschauer zugekehrt, St. Rupert in bischöflichen Ornat mit weißer [silberner] Albe, rotem [golden gesäumtem] Pluviale und goldener Inful, in der Rechten einen goldenen Kelch vor der Brust und in der linken einen goldenen Bischofsstab haltend.“

## Persönlichkeiten

### Söhne und Töchter der Gemeinde
- Josef Wolfgang Dobernig (1862–1918), Politiker und Journalist